# 금부

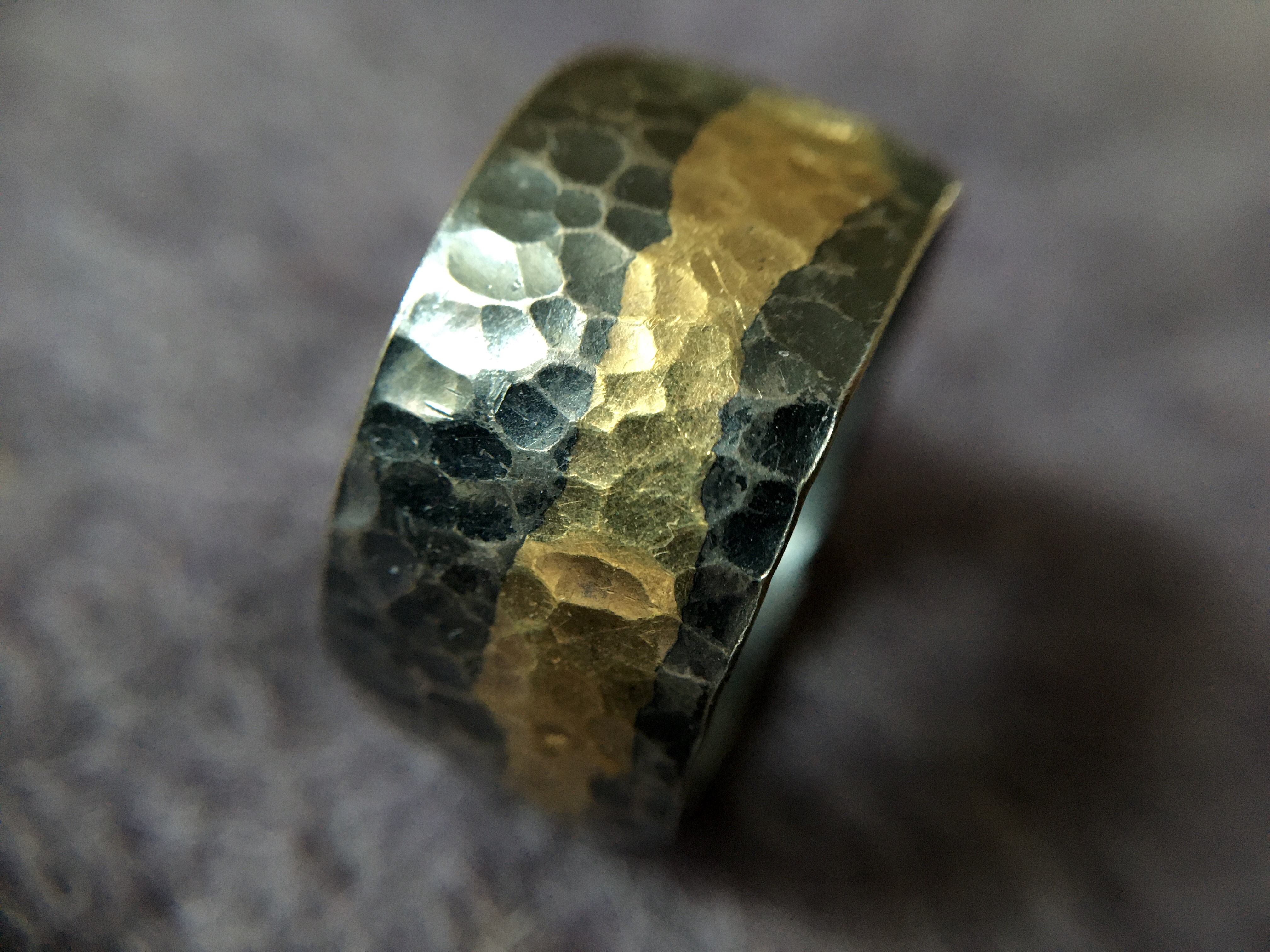

금부(金鈇) 란 금,은에 24케럿 금호일을 덧 붙이는 방법이다. 이는 한국에서 전통적으로 금,은에 적당한 열을 가해 (500-700F 화씨정도) 표면을, 아주 깨끗한 잘 문지르게 질이난 나무나 동물의 뿔등으로 문질러 영구적으로 부착되도록 하는 기법을 말한다, 주로 금장식으로 수저나 장식품,주얼리에 쓰어짐. 이 기법을 사용시는 가장 마지막 마무리 단계에서 사용한다. 도중에 금,은을 녹여 제작시 금부가 녹아버릴 여지가 있기 때문이다. 녹는 온도가 제작온도보다 낮은 시점에서 금부를 부착할 수 있다.